# Ejido San Marcos Yachihuacaltepec
Ejido San Marcos Yachihuacaltepec är en ort i Mexiko.   Den ligger i kommunen Toluca och delstaten Mexiko, i den sydöstra delen av landet, 60 km väster om huvudstaden Mexico City. Ejido San Marcos Yachihuacaltepec ligger 2 631 meter över havet och antalet invånare är 847.
Terrängen runt Ejido San Marcos Yachihuacaltepec är lite kuperad, och sluttar norrut. Runt Ejido San Marcos Yachihuacaltepec är det tätbefolkat, med 683 invånare per kvadratkilometer. Närmaste större samhälle är Toluca, 12,1 km sydost om Ejido San Marcos Yachihuacaltepec. Trakten runt Ejido San Marcos Yachihuacaltepec består till största delen av jordbruksmark.